# Duhort-Bachen
 Duhort-Bachen  (en occitano Dur Hòrt-Baishen) es una población y comuna francesa, situada en la región de Aquitania, departamento de Landas, en el distrito de Mont-de-Marsan y cantón de Aire-sur-l'Adour.

## Demografía
| 615 | 584 | 553 | 572 | 600 | 602 |
| Para los censos de 1962 a 1999 la población legal corresponde a la población sin duplicidades (Fuente: INSEE [Consultar]) |     |     |     |     |     |